# Tomáš Oravec
Tomáš Oravec (* 3. Juli 1980 in Košice) ist ein slowakischer Fußballspieler.

## Vereinslaufbahn
Oravec spielte in seiner Jugend für den Spoje Košice und 1. FC Košice. Er wurde 2007 Torschützenkönig der Corgoň liga und hat 3 Titel des Slowakischen Fußballmeisters. Seit 2011 spielt er in China für Guizhou Renhe F.C., das ist seine fünfte Station im Ausland. MŠK Žilina hat ihn Anfang 2011 verkauft, dabei hat er in Corgoň liga im Herbst 2010 die meisten Tore erzielt. Im August 2011 wechselte er zum FC Spartak Trnava, wo er einen Zwei-Jahres-Vertrag bekam.

## Nationalmannschaft
Oravec spielte seit 2001 in 14 Spielen in der slowakischen Nationalmannschaft und erzielte drei Tore.

## Erfolge
- Torschützenkönig der Corgoň liga: 2007 mit 16 Toren
- Entdeckung des Jahres in der Slowakei: 2000
- In der Elf des Jahres in der Slowakei: 2001
- Slowakischer Fußballmeister: 1998, 2008, 2010
- Slowakischer Pokalsieger: 2008